# Kitxik Khanum
Kitxik Khanum (Reina Menor, de nom real Tukal Khanum, Tukhal Khanum, Tuvakal Khanum) (segles XIV i XV) fou emperadriu de Txagatai i esposa de Tamerlà, probablement filla (algunes vegades s'ha dit que era germana) de Khidr Khoja, kan de Mogolistan i, per tant, una genguiskànida.
Khidr Khan de Mogolistan, enfrontat a Tamerlà, havia decidit canviar de política i aliar-se a Timur. Probablement les converses amb Mogolistan havien començat el 1396; vers l'estiu del 1397 l'afer ja devia quedar resolt. Timur va fer donació de diversos honors a Sham-i Jahan, fill de Khidr Khan i li va encarregar obtenir la ma de la filla de Khidr Khan, que segellaria l'aliança entre ambdós estats. Ghiyath al-Din Terkhan acompanyaria a Sham-i Jahan amb els regals per la núvia i el pare de la núvia. Tot seguit Timur va anar a acampar a la plana de Canighul, no lluny de Samarcanda. La princesa Melket Agha (també filla de Khidr, esposa de Shah Rukh) va arribar des de d'Herat i va fer els regals preceptius a Timur; aquest va ordenar una festa amb assistència de tota la noblesa (reines, dames i princeses, prínceps, nevians, amirs i caps religiosos i descendents del Profeta); la música va córrer a càrrec personalment del gran músic Khoja Abd al-Kader al-Maraghi, autor d'un famós llibre de música. Aquesta festa va durar tres mesos.
Timur va anar a Taixkent a buscar la nova reina. Va passar el Sihun i va acampar a Dere Ahengheran, prop de Txinas. Timur va passar allí el hivern, però com que cada vegada apreciava mes el confort dels palaus, va fer construir habitacles de fusta confortables al costat del campament, que els mogols anomenaven Kuria. Va anar a una població no gaire llunyana anomenada Issi per visitar la tomba del Shaikh Ahmad Isaici, un dels fills d'Imanzade Muhammad Hanosi, tomba que estava parcialment en ruïnes i que va fer restaurar i embellir. Amb gran parafernalia va arribar el 2 de desembre de 1397 la princesa Tukal Khanum i es va formalitzar l'enllaç de la núvia amb Timur esdevenint aquesta la Segona Reina per ser de sang genguiskànida (ja que altres esposes, excepte Sarai Mulk Khatun, no eren genguiskànides); fou coneguda com a Kichik Khanum, la Senyora Menor (o la Reina Menor). La boda va tenir l'assistència del gran muftí i altres personalitats religioses, i de la noblesa dels dos estats incloent prínceps, princeses, dames, nevians i amirs. Tamerlà tenia ja mes de 60 anys.
Va sobreviure al seu marit ja que la seva mort no es esmentada per Yazdi, però no se sap quan va morir.